# 村田虎之助

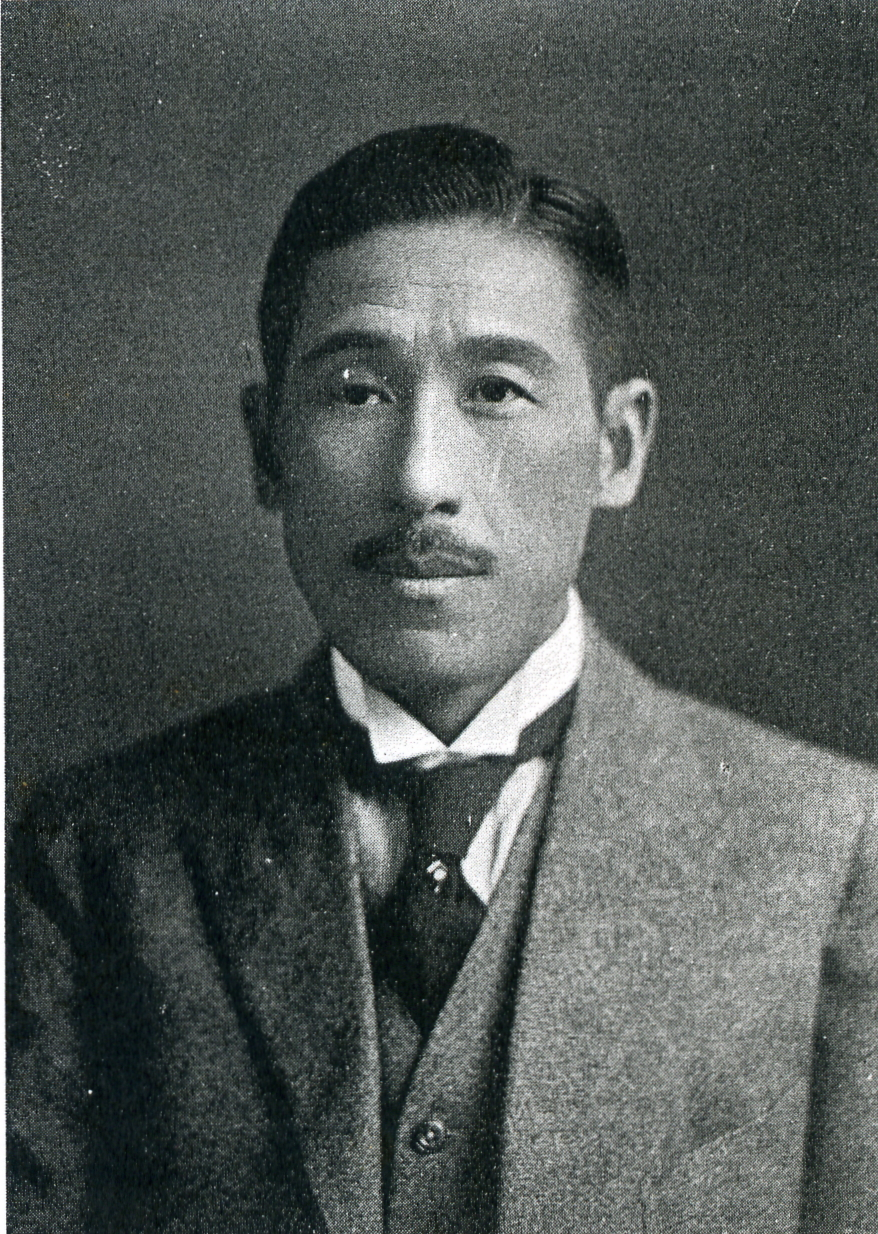
村田虎之助

村田 虎之助（むらた とらのすけ、1877年1月17日 - 1945年11月10日）は、日本の政治家。衆議院議員（3期）。

## 経歴
大阪府出身。日の丸電線(株)取締役、村田商事(株)社長となる。
1920年の第14回衆議院議員総選挙において大阪4区から立憲国民党公認で立候補して初当選。1924年の第15回衆議院議員総選挙には出馬しなかった。1928年の第16回衆議院議員総選挙において大阪2区から革新党公認で立候補したが落選。1930年の第17回衆議院議員総選挙において熊本1区から立憲政友会公認で立候補して復帰した。1932年の第18回衆議院議員総選挙で三選。1936年の第19回衆議院議員総選挙には出馬しなかった。1945年死去。